# Кароль Генрик Міколаш

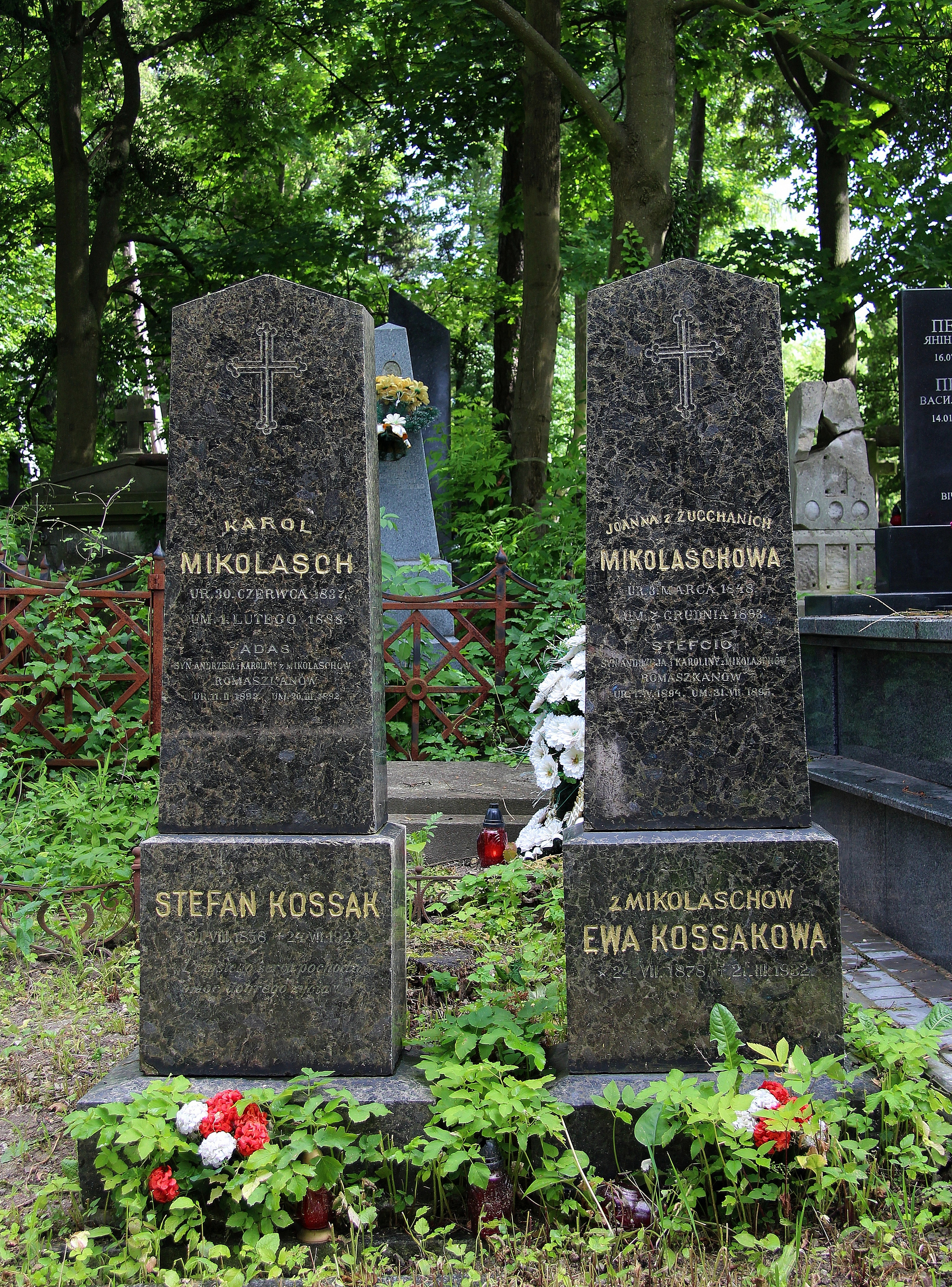

Кароль Генрик Міколаш (* січнь 1837, Львів — † 1 лютого 1888) — польский фармацевт, уродженець Львова.

## Життєпис
Його батько, Пйотр Міколаш (1805—1873), заснував аптеку «Під золотою зіркою» (пол. Pod Zlota Gwiazda), де працювали Ян Зег та Ігнатій Лукасевич.
Кароль Генрик Міколаш вивчав фармацевтику у Львівському університеті, де в 1858 році отримав ступінь магістра. Паралельно брав уроки гри на фортепіано, згодом був членом Львівського музичного товариства.
Після закінчення навчання в університеті виїхав до Франції, де вивчав природничі науки в Сорбонні та продовжив навчання в Німеччині, отримавши ступені доктора природничих наук і доктора філософії відповідно. Після повернення до рідного міста керував сімейною справою.
З 1868 року був одним із засновників і першим президентом фармацевтичного товариства в Галичині. З 1877 по 1883 був головою львівської спілки фармацевтів, яку він представляв на з'їзді у Відні. Паралельно читав лекції на фармацевтичному факультеті Львівського університету та створив добре обладнану фармацевтичну бібліотеку.
Його син, Генрик Міколаш (1872—1931) — видатний польський фотограф.
Похований на полі № 71 Личаківського цвинтаря.